# Partanna
Partanna (sicilià Partanna) és un municipi italià, dins de la província de Trapani. L'any 2007 tenia 11.847 habitants. Limita amb els municipis de Castelvetrano, Montevago (AG), Salaparuta i Santa Ninfa.

## Administració
| Període | Identitat       | Partit      |
| ------- | --------------- | ----------- |
| 2005-   | Giovanni Cutone | Centredreta |